# Maserati A6GCM
Maserati A6GCM är en formelbil, tillverkad av den italienska biltillverkaren Maserati mellan 1951 och 1953.

## Historik
Maserati utvecklade en formelbil utifrån A6GCS med avsikt att tävla i formel 2, men inför säsongen 1952 beslutades att formel 1-VM skulle köras med tvålitersbilar. Maseratis nya bil flyttades därmed upp en klass. Bilen fick en ny motor, med dubbla överliggande kamaxlar och dubbeltändning. Även chassit uppdaterades med bland annat förbättrad bakhjulsupphängning. Bilen var inte särskilt framgångsrik under sitt första år, men till säsongen 1953 kom Gioacchino Colombo till Maserati och under hans ledning infördes en rad förbättringar som gjorde bilen mer konkurrenskraftig.

## Tekniska data
| Tekniska data           | A6GCM                                                            |
| ----------------------- | ---------------------------------------------------------------- |
| Motor:                  | Frontmonterad 6-cylindrig radmotor                               |
| Cylindervolym:          | 1988 cm³                                                         |
| Borrning x slaglängd:   | 75 x 75 mm                                                       |
| Max effekt vid varvtal: | 180 hk vid 7 300 v/min                                           |
| Ventilstyrning:         | 2 överliggande kamaxlar per cylinderrad, 2 ventiler per cylinder |
| Kompression:            | 13,5:1                                                           |
| Förgasare:              | 3 Weber 40DCO3                                                   |
| Växellåda:              | 4-växlad manuell                                                 |
| Hjulupphängning fram:   | Dubbla tvärlänkar, skruvfjädrar, krängningshämmare               |
| Hjulupphängning bak:    | Stel bakaxel, längsgående bladfjädrar                            |
| Bromsar:                | Hydrauliska trumbromsar                                          |
| Chassi & kaross:        | Fackverksram med aluminiumkaross                                 |
| Hjulbas:                | 231 cm                                                           |
| Torrvikt:               | 550 kg                                                           |
| Toppfart:               | 250 km/h                                                         |

## Tävlingsresulat
Säsongen 1952 blev en lärotid för Maserati. Bästa resultat blev en andraplats för José Froilán González i Italiens Grand Prix. I förarmästerskapet slutade González på nionde plats.
Säsongen 1953 blev betydligt bättre. Juan Manuel Fangio tog märkets första formel 1-seger i Italiens Grand Prix. Fangio slutade tvåa i förarmästerskapet, med González på sjätte plats.